# Nasib Yusifbeyli
Nasib Yusif oglu Yusifbeyli (în azeră Nəsib Yusif oğlu Yusifbəyli, în rusă Насиб-бек Юсуфбейли), ortografiat potrivit normelor rusești Nasib Usubbeyov/Usubbekov (în azeră Nəsib Usubbəyov, în rusă Насиб-бек Усуббеков), (n. 5 iulie 1881, Yelizavetpol, Imperiul Rus – d. 31 mai 1920, Kurdamir, gubernia Baku⁠(d), Imperiul Rus) a fost un publicist și om de stat azer, considerat a fi o personalitate politică majoră a Republicii Democratice Azerbaidjan.

## Biografie

### Începutul carierei politice
Nasib Yusifbeyli s-a născut în 1881 în orașul Elisavetpol (în prezent orașul Gandja din Azerbaidjan). După absolvirea gimnaziului la Gandja, s-a înscris în 1902 ca student la Facultatea de Drept a Universității Novorossia (azi Universitatea din Odessa). Atunci când universitatea a fost închisă temporar de autoritățile țariste ruse din cauza activităților revoluționare studențești, N. Yusifbeyli s-a mutat în orașul Bahcisarai din Crimeea, unde a început să editeze ziarul Tercuman, împreună cu intelectualul turc crimeean İsmail Gaspıralı.
În 1908 Yusifbeyli s-a mutat la Istanbul, unde și-a continuat activitatea de publicist și a înființat Societatea Turcică. În 1909 s-a întors la Elisavetpol pentru a lucra în cadrul consiliului orășenesc.
În 1917 Yusifbeyli a înființat Partidul Național al Federaliștilor Turcici din Gandja, cu scopul principal al federalismului în imperiul rus. În iulie 1917 partidul său s-a alăturat Partidului Democrat Musulman Müsavat al lui Mammad Emin Rasulzade, iar Yusifbeyli a devenit președintele organizației regionale Gandja a partidului Müsavat.

### Reprezentant parlamentar al poporului azer
După fuziune, Yusifbeyli a fost ales membru al Adunării Constituante a Rusiei, fiind ales în circumscripția electorală transcaucaziană pe lista nr. 10 - Comitetul Național Musulman și Müsavat.
Dispersarea Adunării Constituante de către bolșevici a pus capăt speranțelor cu privire la instituirea unui sistem parlamentar democratic în Rusia în cadrul unui regim politic bolșevic. Astfel, deputații din Caucazul de Sud au fost nevoiți să declare că nu recunosc autoritatea bolșevicilor și să înființeze un parlament regional denumit Seimul Transcaucazian. Locurile în acest parlament regional au fost distribuite între partidele naționale ale popoarelor caucaziene. A doua facțiune politică ca mărime din Seim a fost fracțiunea Partidului Musavat. Șeful facțiunii a fost Mammad Emin Rasulzade, iar N. Yusifbeyli a devenit unul dintre cei doi adjuncți ai săi.
La 27 mai 1918, cu ocazia adunării foștilor reprezentanți ai musulmanilor din Seimul Transcaucazian la 27 mai 1918, a fost înființat Consiliul Național al Azerbaidjanului, din care a făcut parte și Nasib Yusifbeyli. A doua zi a fost dizolvată Republica Democratică Federativă Transcaucaziană și a fost proclamată Republica Democratică Azerbaidjan. Yusifbeyli a fost numit în funcția de ministru al finanțelor și ministru al educației publice și afacerilor religioase în primul guvern azer condus de Fatali Khan Khoyski.

### Ministru și prim-ministru al Azerbaidjanului
După înființarea la 10 februarie 1918 a Republicii Democratice Federative Transcaucaziene N. Yusifbeyli a devenit ministrul educației. La 28 mai 1918, când a fost proclamată Republica Democratică Azerbaidjan (RDA), N. Yusifbeyli a ocupat din nou funcția de ministru al educației în guvernul RDA. Din martie 1919 până în martie 1920 a fost prim-ministru al Azerbaidjanului, deținând în paralel și funcția de ministru de interne din martie până în decembrie 1919.
În perioada cât a fost prim-ministru au fost stabilite relații diplomatice cu Georgia ca urmare a încheierii unui acord militar. Au fost inițiate, de asemenea, contacte politico-diplomatice cu mai multe state europene. În ianuarie 1920 Consiliul Suprem al Antantei a recunoscut de facto independența Azerbaidjanului.
După invazia bolșevică în Azerbaidjan și destrămarea Republicii Democratice Azerbaidjan în aprilie 1920, N. Yusifbeyli a fugit din Baku, dar a fost asasinat la 31 mai 1920. 